# Neptis najo
Neptis najo är en fjärilsart som beskrevs av Karsch 1893. Neptis najo ingår i släktet Neptis och familjen praktfjärilar. Inga underarter finns listade i Catalogue of Life.